# Varel-Land
Varel-Land war bis zum 30. Juni 1972 eine selbstständige Gemeinde im niedersächsischen Landkreis Friesland und ist seitdem Teil der Stadt Varel. Der Verwaltungssitz befand sich im Ortsteil Langendamm.

## Geografie
Zur Gemeinde gehörten bis zu deren Auflösung die Dörfer Altjührden, Borgstede, Büppel, Dangast, Dangastermoor, Grünenkamp, Hohelucht, Hohenberge, Jeringhave, Jethausen, Langendamm, Moorhausen, Neudorf, Neuenwege, Obenstrohe, Rallenbüschen, Rosenberg, Seghorn, Streek und Winkelsheide, welche heute Stadtteile von Varel sind. Weitere Ortschaften waren Almsee, Bramloge, Brunne, Jethausermoor, Logemoor, Plaggenkrug, Rahling, Rotenhahn, Schwarzenberg, Tange, Vareler Schleuse und Wilkenhausen, welche allesamt heute ebenfalls nach Varel eingemeindet sind. Die Dörfer Conneforde, Herrenhausen, Hullenhausen und Spohle wurden dagegen 1973 der Gemeinde Wiefelstede zugeschlagen und wechselten somit auch vom Landkreis Friesland zum Landkreis Ammerland.
Die Gemeinde war durch Landwirtschaft, Wald und Meer geprägt. Die landwirtschaftlichen Flächen sind zum Teil dem Meer durch Eindeichungen abgetrotzt und zum Teil durch Kultivierung der Moorgebiete urbar gemacht worden.

## Wappen
| | Blasonierung: „In Silber (Weiß) ein goldener (gelber) Rundschild mit blauem Bord und sechs kreuzförmigen blauen Beschlägen, überdeckt mit drei schräg gekreuzten roten Seeren, deren blaue Spitzen nach unten, oben rechts und oben links zeigen;an den Schaftenden je ein halbmondförmiges blaues Eisen.“ |
| Wappenbegründung: Das 1938 vom Reichsstatthalter von Oldenburg und Bremen verliehene Wappen in den oldenburgischen Landesfarben Gold, Rot und Blau, somit sind auch die münsterschen Farben Gold und Rot enthalten, stellt als Symbole für das alte friesische Volkstum im Grenzgebiet gegen die Sachsen einstige Friesenwaffen dar. Neben dem Rundschild mit Beschlägen erscheinen drei Speere mit dem typischen Fuß zum Aufsetzen beim Springen über Gräben. | |

## Geschichte
Schon 1350 wurde das Fischerdorf Dangast am Jadebusen erwähnt. Das 1797 gegründete Seebad ist mit dem ostfriesischen Norderney das älteste an der Nordseeküste. Die zur Grafschaft Varel gehörenden Dörfer der Gemeinde gingen mit dieser 1854 durch Kauf an Oldenburg über. Die Landgemeinde Varel wurde 1856 gegründet. Sie gehörte mit der Stadt Varel bis 1933 zum Amt Varel.

## Einwohnerentwicklung
| Jahr | Einwohner |
| ---- | --------- |
| 1890 | 5.501     |
| 1905 | 6.044     |
| 1910 | 6.560     |
| 1933 | 8.077     |
| 1939 | 8.691     |
| 1950 | 14.422    |
| 1970 | 12.500    |